# 그지라

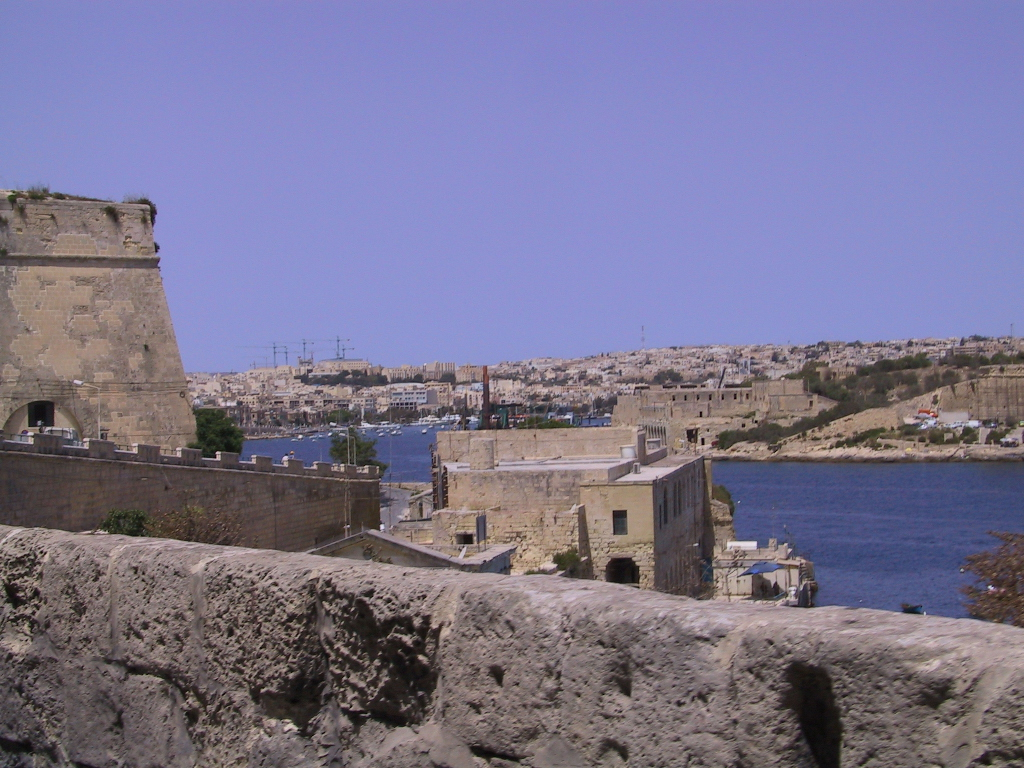
그지라

그지라의 위치

그지라(몰타어: Gżira)는 몰타 북동부 연안에 위치한 도시로 면적은 1.5km2, 인구는 8,392명(2011년 기준)이다. 도시 이름은 몰타어로 "섬"을 뜻한다. 므시다와 슬리마 사이에 위치하며 18세기에 건립된 마노엘 요새(Manoel)가 남아 있다.

시기